# ゆめタウン東広島
ゆめタウン東広島（ゆめタウンひがしひろしま）は、広島県東広島市にある株式会社イズミが運営・管理する総合スーパー（GMS）である。

## 概要
イズミが1990年10月18日に東広島に初出店した店舗である。また、ゆめタウンとしては同年6月14日開業の『ゆめタウン高梁』に続いて2店舗目、ゆめタウンの新規出店としては広島県では初となる。2000年11月29日に増床した別館は、１階部分を駐車場としたピロティ構造となっている。
また同市にはゆめタウン学園店という店舗もあるが、そちらは広島大学にほど近いため学生向けの店舗となっている。
電子マネーのEdy（ICカード・モバイル）、ゆめか（東広島市内にあるゆめマート八本松も利用可）、nanacoが利用可能である。
※セール日などの場合で9:00から開店する場合もあり。

## 沿革
- 1990年（平成2年）10月18日 - 株式会社イズミ運営の「ゆめタウン東広島」として開店。
- 2000年（平成12年）11月29日 - 平面駐車場の部分に2階建ての別館をオープン[2]。
- 2014年（平成26年） - 店舗塔屋(屋上看板)を「town」を取って「you me」だけにリニューアルした。
- 2019年（令和元年）秋 - 食品・酒類売場スペースを拡大改装を実施[3]。
- 2020年（令和2年）10月 - 各種テナントやイートインスペース・レストスペースの改装を実施[3]。
- 2021年（令和3年）7月15日 - 本館4階にフードコート新設を中心とする大規模リニューアルを実施[3]。同時に外壁を「town」を取って「you me」だけにリニューアルした。

## フロアとテナント

### フロア概要
核店舗のゆめタウン東広島と74（本館:65・別館:9）の専門店で構成される。
| 階  | 本館                                                        | 別館                                       |
| --- | ----------------------------------------------------------- | ------------------------------------------ |
| 4階 | ゲームコーナー・フードコート・キッズ・100円ショップのフロア |                                            |
| 3階 | 紳士ファッション・肌着・雑貨・リビングのフロア              |                                            |
| 2階 | 婦人ファッション・シューズ・時計・呉服のフロア              | 書籍・文具・音楽・インポート・喫茶のフロア |
| 1階 | 食料品・薬品・レストランのフロア                            | 屋内駐車場                                 |

### 主なテナント

#### 本館
1階
- カルディコーヒーファーム（食品）
- バーガーキング（ファストフード）
- サイゼリヤ（レストラン）
- サーティーワンアイスクリーム（アイス）
- ミスタードーナツ（ファストフード）

2階
- ハニーズ（レディス）
- anysis Feroux（レディス）
- さが美（呉服）
- エステール（アクセサリー）
- JINS（メガネ）
- ミュゼプラチナム（サロン）

3階
- スーツセレクト（メンズ）
- ほけんの窓口（保険）
- カーブス（フィットネス）
- おたからや（買取）

4階
- ダイソー（100円ショップ）
- お好み一番地（お好み焼）
- はなまるうどん（うどん）
- ペッパーランチ（ステーキ）
- スタジオアリス（写真館）
- タイトーFステーション（アミューズメント）

#### 別館
- GU/ジーユー（ファミリー）
- 無印良品（雑貨）
- 啓文社（書籍・雑貨）
- セイハ英語学院（英語教室）
- JTB（旅行）

※テナント情報は2022年5月時点。
出店テナント全店の一覧詳細情報は公式サイト「ショップ」「フロアガイド」を、営業時間およびATMを設置している金融機関の詳細は「サービスガイド」を参照。

## アクセス
- バス：「ゆめタウン東広島前」バス停下車[4]
  - 西条-竹原線（芸陽バス[5]）：西条駅前方面 - ゆめタウン東広島前 - 東広島駅・竹原駅方面
  - 安芸津-西条線（芸陽バス）：西条駅前方面 - ゆめタウン東広島前 - 東広島駅・安芸津駅方面
  - 西条市街地循環バス「のんバス」[6]：（赤ルート→）西条駅方面 - ゆめタウン東広島前 - 浄福寺橋・賀茂ボール前方面（←青ルート）
  - なお、酒まつり開催時はバスの経路が変更となり、所要時間が延びたり遅延が生じやすくなる。
  - かつては芸陽バスにより、西条駅とゆめタウン東広島を結ぶ無料送迎バスが運行されていたが、「のんバス」運行開始により廃止された。詳細は「芸陽バス#送迎バス」を参照。
- 鉄道：JR山陽本線 - 西条駅から徒歩で約15分
- 車：山陽自動車道 - 西条ICより約5分

## 周辺
- 広島県環境保全センター 東広島支所
- 東広島簡易裁判所
- 東広島市消防局

周辺の大型商業施設
- フジグラン東広島
- ゆめタウン学園店（西条下見に立地するゆめタウンの店舗）